# کادیلاک سلستیک
کادیلاک سلستیک (به انگلیسی: Cadillac Celestiq) یک خودروی الکتریکی است که توسط بخش کادیلاک جنرال موتورز ساخته شده است. این سدان گل سرسبدِ آن خواهد بود و جایگزین کادیلاک سی‌تی۶ خواهد شد، که انتظار می‌رود فروش آن برای مدل سال ۲۰۲۴ آغاز شود.